# Абдрафиков, Станислав Николаевич
Станислав Николаевич Абдрафиков (род. 10 ноября 1950, Пласт, Челябинская область, СССР) — российский экономист и инженер, кандидат экономических наук, генеральный директор открытого акционерного общества "Южноуральский завод «Кристалл».

## Биография
Родился 10 ноября 1950 года в Пласте, Челябинской области.
Окончил Челябинский политехнический институт на специальность инженера-энергетика получив степенью кандидата экономических наук. В 2003 году стал лауреатом Государственной премии РФ в области науки и техники.
В 1994 году становится Генеральным директором ОАО Южноуральский завод «Кристалл». В настоящее время председатель совета директоров на ОАО «Кристалл». До него завод находился в разорении, ему удалось поднять предприятие на мировой уровень по производству кварца. За работу над поднятием завода на новых экономических условиях был награждён в 1998 году Орденом Почёта. Провёл общую модернизацию оборудования, товары с производства получили мировое признание, завод был удостоен премии Правительства РФ в области качества за 2000 год. С 2000 по 2005 год занимал должность депутата Законодательного собрания Челябинской области.

## Награды
Основные государственные награды:
- Орден Почёта (1998)[8];
- Государственная премия РФ в области науки и техники (2003)[9].

Прочие:
- Почётный гражданин Челябинской области (22 марта 2021) — за большой вклад в социально-экономическое развитие Челябинской области, повышение её авторитета в Российской Федерации
- Нагрудный знак «За честь и доблесть» (1998);
- Премия имени Петра Великого (2000);
- Лучший Менеджер России (2002);
- Премия «Российский национальный Олимп» (2004).